# Anthrax greatheadi
Anthrax greatheadi är en tvåvingeart som beskrevs av El-hawagry 1998. Anthrax greatheadi ingår i släktet Anthrax och familjen svävflugor.
Artens utbredningsområde är Egypten. Inga underarter finns listade i Catalogue of Life.